# Bolayır
Bolayır o Bulair es una ciudad en el distrito de Gelibolu de la provincia de Çanakkale, situada en la península de Galípoli, en la parte europea de Turquía.
El asentamiento era anteriormente un pueblo, pero recibió en 1958 el estatus de ciudad. Según el censo de 2007, la población de Bolayır consta de 1871 habitantes.
La türbe (tumba) de Solimán bajá (1316–1357), hijo de Orhan I, el segundo bey del Imperio otomano y la tumba del poeta nacionalista turco Namık Kemal (1840–1888) se encuentran en Bolayır.

## Historia
El 26 de enero de 1913, Bolayır fue el escenario de la batalla de Bulair, una gran victoria búlgara sobre los otomanos durante la primera guerra de los Balcanes.
Bolayır también fue el sitio de la campaña de Galípoli (1915–1916) durante la Primera Guerra Mundial.
Las ruinas de la antigua ciudad helenística de Lisimaquia se encuentran cerca.
El nombre griego tradicional de Bolayır es Πλαγιάρι (Plagiari) y en búlgaro la ciudad se conoce como Булаир (Bulair). Puede ser el mismo asentamiento conocido como Branquialion en la época medieval o, si no, muy cercano a él. 
Una aldea en el municipio de Dolni Chiflik , provincia de Varna, lleva el nombre de Bulair en honor a la victoria búlgara en Bolayır y se ha compuesto una marcha militar búlgara, la Marcha de Bulair, para conmemorar esta batalla.